# Grammomys dolichurus
Grammomys dolichurus és una espècie de mamífer rosegador de la família dels múrids. Viu a Angola, Burundi, Etiòpia, Kenya, Malawi, Moçambic, la República Democràtica del Congo, Ruanda, Sud-àfrica, el Sudan del Sud, Eswatini, Tanzània, Zàmbia i Zimbàbue. Els seus hàbitats naturals són els boscos de diferents tipus, així com els camps de conreu, les pastures i les zones urbanes. És una espècie en risc mínim, és a dir, no sembla que hi hagi cap amenaça significativa per a la seva supervivència. El seu nom específic, dolichurus, significa ‘cuallarg’ en llatí.